# Mária Lujza bolgár fejedelemné
Mária Lujza bolgár fejedelemné, született Mária Lujza Bourbon–parmai hercegnő (olaszul: Principessa Maria Luisa di Borbone-Parma, bolgárul: Мария-Луиза Бурбон-Пармска, княгиня на България, teljes nevén Maria Luisa Pia Teresa Anna Ferdinanda Francesca Antonietta Margherita Giuseppina Carolina Bianca Lucia Apollonia; Róma, 1870. január 17. – Szófia, 1899. január 31.) a Bourbon-házból származó parmai hercegnő, házassága révén Bulgária fejedelemasszonya.

## Élete

### Származása, ifjúsága
Mária Lujza hercegnő 1870 januárjában jött világra I. Róbert parmai herceg és Mária Pia nápoly–szicíliai királyi hercegnő legidősebb leányaként az olasz fővárosban. Édesanyja halála után édesapja újból megnősült, Mária Antónia portugál infánsnőt vezette oltár elé. Róbert hercegnek összesen huszonegy gyermeke született, akik közül többen szellemi fogyatékkal születtek a szüleik közötti közeli rokoni kapcsolat miatt. Mária Lujza együtt cseperedett fel beteg öccseivel és apjának második feleségétől született féltestvéreivel. Ez utóbbiak közül a legismertebb Zita hercegnő, a későbbi osztrák császárné, magyar királyné.

### Házassága

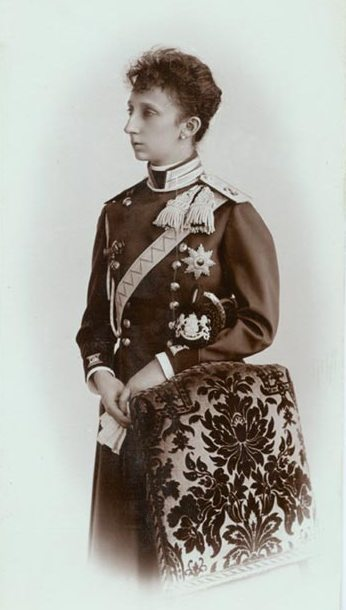
Mária Lujza Bourbon-parmai hercegnő

Mária Lujza igen szigorú katolikus neveltetésben részesült. Fiatalabb testvéreivel ellentétben nem választhatta meg maga, kihez köti életét. Az 1890-es évek elején a hercegnőre felfigyelt Orléans-i Klementina francia királyi hercegnő, a magyar felmenőkkel is rendelkező I. Ferdinánd bolgár fejedelem és szász–coburg–gotha–koháry herceg édesanyja. A francia hercegnő feleséget keresett fia számára, akit végül Mária Lujza személyében lelt meg. A hercegnő – családjának elvárásait és hazájának érdekeit figyelembe véve – mondott igent a leánykérésre, noha azelőtt személyesen még sohasem találkozott a bolgár fejedelemmel.
Az esküvőt 1893. április 20-án tartották az itáliai Lucca városában, a menyasszony családjának Villa Pianore nevű birtokán. I. Ferdinánd és Mária Lujza házasságából négy gyermek származott:
- Borisz trónörökös (1894–1943), később III. Borisz néven Bulgária cárja,
- Cirill herceg (1895–1945), Preszlav hercege, 1943 után Bulgária régense,
- Eudoxia hercegnő (1898–1985), gyermektelenül halt meg,
- Nadezsda hercegnő (1899–1958), házassága révén württembergi hercegné.

I. Ferdinánd fejedelem és hitvese boldogtalan házasságban éltek; a mélyen katolikus parmai hercegnő nem tudott beilleszkedni új otthonába, míg a fejedelem feltehetően homoszexuális hajlamokkal rendelkezett. Noha egy ortodox vallású állam fejedelemasszonya volt, Mária Lujza sohasem tért át az ortodox hitre; ugyanakkor államérdekből kénytelen volt beleegyezni abba, hogy elsőszülött fiát, Borisz trónörököst már a bolgár államvallás, az ortodox keresztény rítus szerint kereszteljék. A herceget maga II. Miklós orosz cár tartotta keresztvíz alá; a katolikus egyház viszont kiközösítette a trónörököst. Mária Lujza helyzetét csak nehezítette saját gyenge egészsége, és szüleinek állhatatossága arra vonatkozólag, hogy a botrányok elkerülése végett a hercegnőnek mindenféleképpen férjével kell maradnia.

### Elhunyta
Mária Lujza parmai hercegnő, bolgár fejedelemné tragikusan korán, 29 éves korában hunyt el negyedik gyermekének világra hozatala közben 1899. január 31-én. A plovdivi római katolikus Szent Lajos-katedrális kriptájában temették el.
Férje később, 1908-ban újranősült, második házassága az akkor 48 éves Eleonóra reuss–köstritzi hercegnővel (1860–1917) azonban már gyermektelen maradt.

## További információ
- Életrajzi adatok
- Életrajza (bolgárul)
- Rövid életrajza (bolgárul)
- Képek, érdekességek (angolul)

| Előző Johanna Loisinger (címzetes) | Bolgár fejedelemné 1893 – 1899 | Következő Reuss–Köstritzi Eleonóra |